# Svartrå kyrka
Svartrå kyrka är en kyrkobyggnad i Svartrå i Göteborgs stift. Den är församlingskyrka i Okome församling.

## Historia
Kyrkan härstammar troligen från 1100-talet och var ursprungligen en av fyra halländska kyrkor som var helgade åt Sankt Laurentius (eller Sankt Lars). Kyrkobyggnaden har överlevt flera planerade rivningar. Den 9 maj 1555 utfärdade kung Kristian III ett brev att kyrkan skulle rivas. I mitten av 1800-talet ville kyrkoherde Carlson riva samtliga tre kyrkor i pastoratet och ersätta dem med en gemensam centralhelgedom vid Ådalen i Köinge. Ännu vid slutet av 1800-talet lanserades planer, att i likhet med systerförsamlingarna Okome (1890) och Köinge (1896) riva den medeltida kyrkan.  Ett envist kyrkoråd lyckades dock rädda den gamla helgedomen åt eftervärlden.

## Kyrkobyggnaden
Stenkyrkan uppfördes troligen vid slutet av 1100-talet och sannolikt under 1400-talet breddades kyrkan åt norr. Byggnaden förlängdes 1757 åt öster med ett gravkor. Den gamla klockstapeln ersattes 1729 med ett nytt torn av trä, vilket i sin tur revs för att ge plats åt ett helt nytt redan 1772. Kyrkan förlängdes i koret mot öster i flera omgångar 1735, 1757 och fick vid den senaste förlängningen 1801 ytterligare takmålningar i liknande stil som de redan befintliga, av tapetmålaren Jacob Magnus Hultgren från Varberg. Det medeltida vapenhuset på långhusets sydvästra sida revs 1822 och kyrkan fick huvudingång genom tornbyggnaden. Kyrkan har genomgått omfattande renoveringar 1875, då större och fler fönster sattes in, och 1953–1954 då de gamla inventarierna återställdes och konserverades, varvid kyrkans äldre historia framhävdes. Nuvarande sakristia i öster uppfördes 1953–1954 efter ritningar av arkitekt Figge Wetterqvist

## Dekorationsmålningar
- På norra väggen under läktaren finns ett konsekrationskors målat vid kyrkans invigning under medeltiden.
- Kyrkorummet har rester av kalkmålningar från 1400-talet.

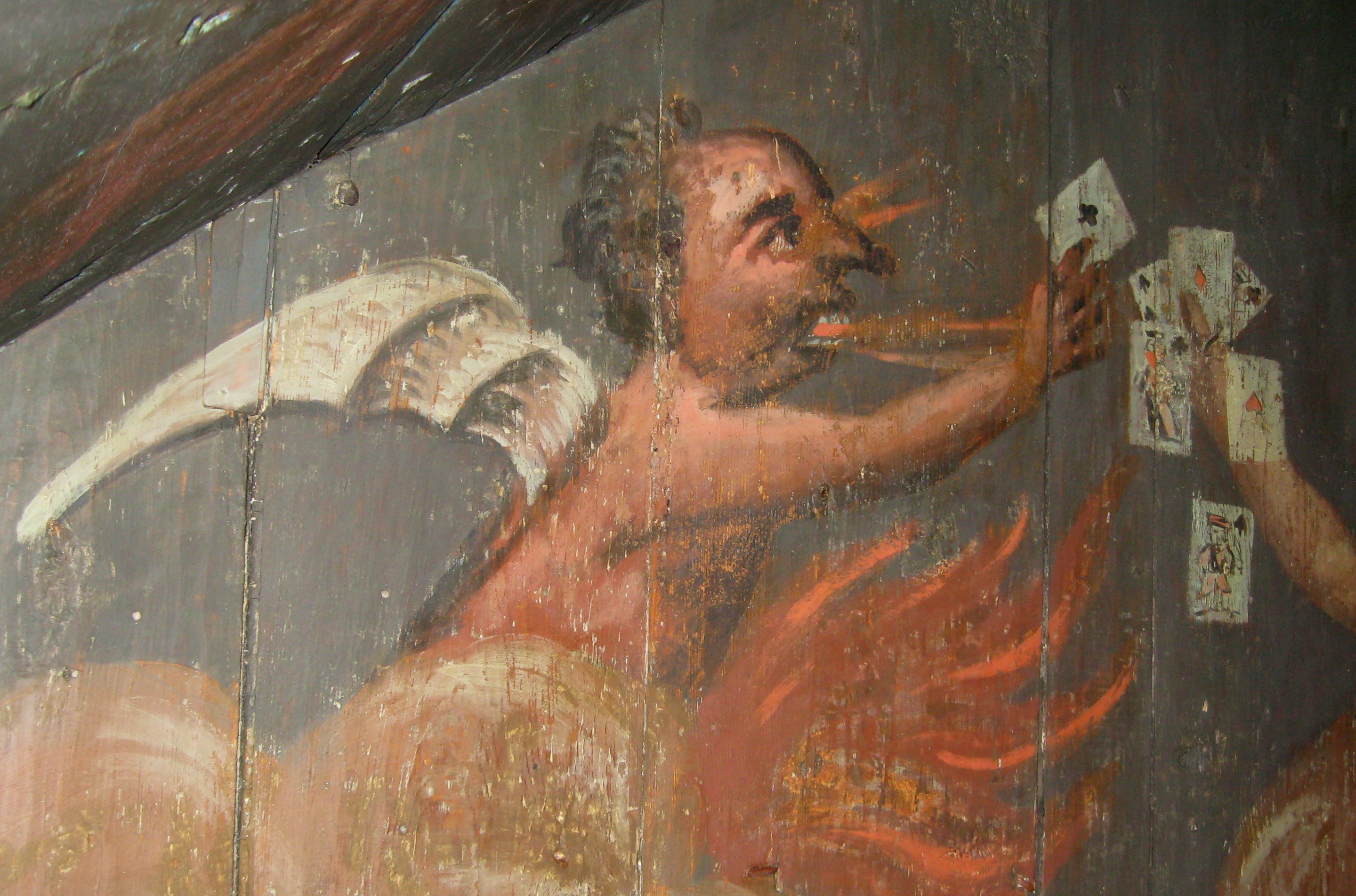
En målning på orgelläktaren: djävulen spelar kort, utförd av Henrik Andersson Wibeck.

- En målning på orgelläktaren: djävulen spelar kort, utförd av Henrik Andersson Wibeck. Tunnvalvstaket av trä har målningar utförda 1777 av Henrik Andersson Wibeck. Han målade även altartavlan, predikstolen, läktarbröstningen och bänkarna. Efter rivningen av det gamla koret 1801 fick det bredare korets nya brädor kompletteras med målning utförd av Jacob Magnus Hultgren. Vid den övermålning med vit färg av inventarierna som företogs 1872 skonades taket och läktarbröstningens apostlabilder. Vid restaureringen 1953-1954, som utfördes av Thorbjörn Engblad, återställdes 1700-talsutseendet.

## Inventarier
I kyrkan finns spår av olika tidsepoker: en madonnabild från 1200-talet, kalkmålningar från 1400-talet, altaruppsats och predikstol från omkring år 1700 av bildhuggaren Gustav Kilman från Borås och takmålningar från 1777 av målarmästaren Henrik Andersson Wibeck från Varberg.  
- Dopfunten av svart granit är tillverkad vid Funtaliden i Fagered på 1200-talet. Den är i två delar och har en höjd av 78 cm. Cuppan  är rundad och har i övergången mot undersidan en utsparad kant. Fotplattan är fyrkantig och övergår i ett cylindriskt skaft. Den har på ovansidan enkla utsparade bladornament. Funten saknar uttömningshål. Den är relativt välbevarad.[3]
- Ett sakramentsskåp är från början av 1500-talet.
- Altaruppsats är byggda omkring år 1700 av bildhuggare Gustav Kihlman.
- Predikstolen, utförd omkring 1700 av Gustav Kihlman, är byggd på en stomme från 1500-talet.
- Ett triumfkrucifix av trä från medeltiden hänger nu på väggen bakom dopfunten.

### Orgel
- 1863 byggde Wetterling en orgel med 4 stämmor.[4]
- 1889 byggde Johan Anders Johansson, Mösseberg en orgel med 6 stämmor.
- Den nuvarande orgeln byggdes 1955 eller 1956 av Tostareds Kyrkorgelfabrik, Tostared bakom fasaden från 1889 års orgel. Instrumentet har tolv stämmor fördelade på två manualer och pedal.[5] Orgeln är pneumatisk.

| Huvudverk I   | Svällverk II      | Pedal       | Koppel   |
| Gedakt 8´     | Rörflöjt 8´       | Subbas 16´  | I/P      |
| Principal 4´  | Gemshorn 4'       | Koralbas 4´ | II/P     |
| Kvintadena 4' | Principal 2'      |             | II/I     |
| Waldflöjt 2'  | Sifflöjt 1'       |             | II 16'/I |
| Mixtur 3 chor | Scharff 3 chor    |             |          |
|               | Crescendosvällare |             |          |

## Bilder

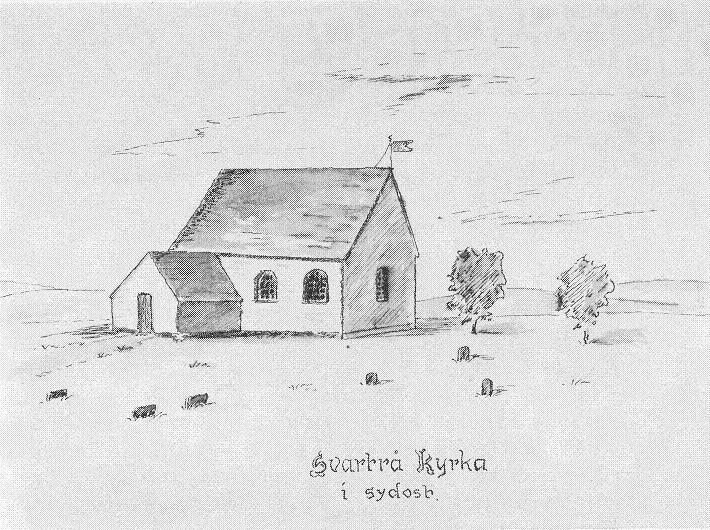
Kyrkans förmodade utseende före första omfattande ombyggnaden 1757
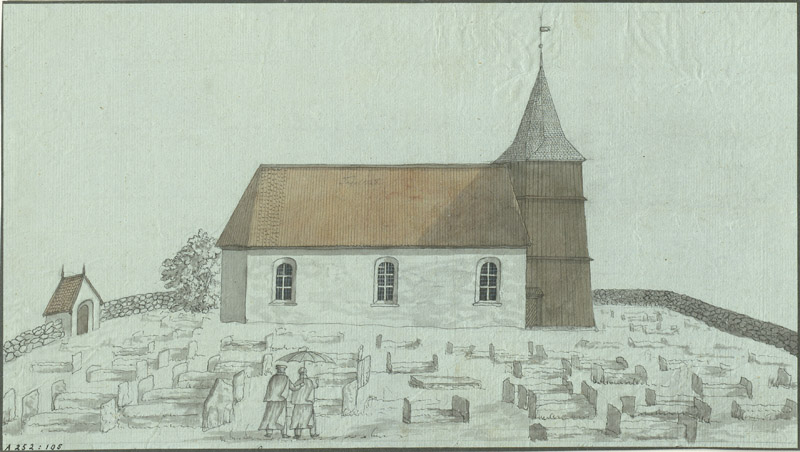
Kyrkan från norr. Akvarellerad tuschteckning från 1800-talets mitt. Stigluckan i kyrkogårdsmuren finns ännu kvar.
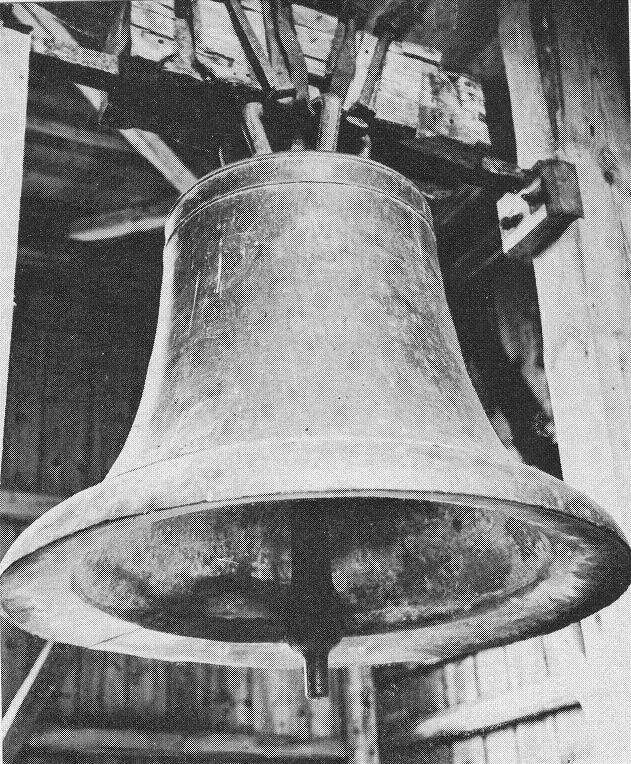
Den gamla "Häradsklockan" som sprack och togs ur bruk 1936.
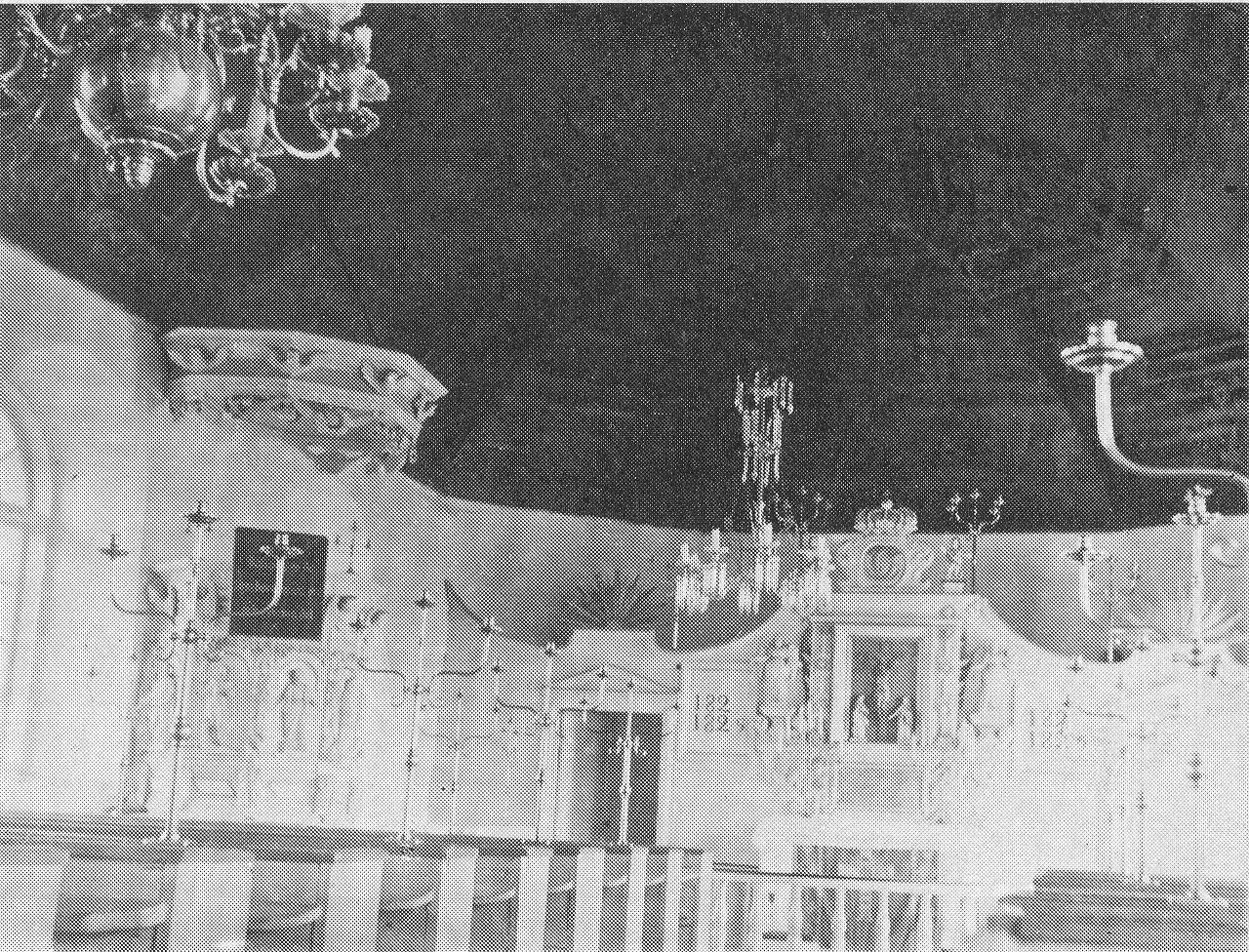
Interiören efter 1875 års restaurering
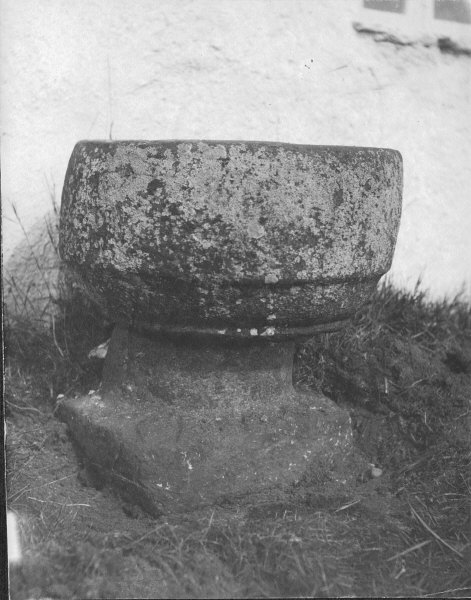
Dopfunten